# Четвърта сирийска война
Четвъртата сирийска война (219 – 217 пр.н.е.) е четвъртата война между птолемейски Египет с Птолемей IV и Селевкидската империя с Антиох III Велики.
През пролетта 219 пр.н.е. Антиох получава чрез предателство отново Seleukia Pieria, пристанищния град на Антиохия, който 27 години е в ръцете на Птолемеите. През края на 219 пр.н.е. се сключва четиримесечен мирен договор.
Прет 217 пр.н.е. Птолемей IV тръгва от Пелузиум посока Север, Антиох е по това време на Юг. Близо до Газа двете войски се срещат на 18 юни 217 пр.н.е. в битката при Рафия. Египтяните побеждават и Антиох се връща обратно в Антиохия. Птолемей IV възстановява отново положението в Сирия. При сключването на мирен договор, Египет отстъпва пристанището Seleukia Pieria обратно на Антиох, понеже поддръжката им ще е много скъпа за Египет.